# Трагедія сім'ї Набатових
Трагедія сім'ї Набатових (рос. Трагедия семьи Набатовых) — маловідомий фільм Російської імперії, який був знятий у кіноательє Григорія Лібкена у місті Ярославль.

## Актори
- Амо Бек-Назарян — поміщик Вікулов